# Sonata per a piano núm. 11 (Beethoven)
La Sonata per a piano núm. 11 en si bemoll major, op. 22 va ser composta per Ludwig van Beethoven el 1800 i es va publicar dos anys més tard (1802). Beethoven considerava aquesta obra com la millor de les seves primeres sonates, encara que d'altres han estat molt populars.
El musicòleg Donald Francis Tovey ha considerat que aquesta obra és l'assoliment més gran, la culminació de les primeres "grans" sonates per a piano de Beethoven. Les sonates posteriors permeteren a Beethoven experimentar més amb la forma i el concepte musical.

## Estructura
| Piano Sonata No. 11 in B-flat major, Op. 22, 1st Movement (Part 1), Allegro con brio     |
|                                                                                          |
| Interpretació de Artur Schnabel (1933). Dura 3'24.                                       |
|                                                                                          |
| Piano Sonata No. 11 in B-flat major, Op. 22, 1st Movement (Conclusion), Allegro con brio |
|                                                                                          |
| =Interpretació de Artur Schnabel (1933). Dura 3'13.                                      |
|                                                                                          |

La sonata té 4 moviments:
- Allegro con brio
- Adagio con molto espressione
- Menuetto
- Rondo: Allegretto

Una interpretació típica dura uns 25-30 minuts.

### I. Allegro con brio
El primer moviment està en forma sonata. L'exposició comença en la tonalitat de la tònica, si bemoll major, i les transicions estan en la tonalitat de la dominant, amb la que comença el segon tema. El desenvolupament juga amb els darrers compassos de l'exposició abans que la mà dreta realitzi arpegis descendents. El tema de les octaves del final de l'exposició retorna de nou en el baix, que condueix a una escala cromàtica la qual resol en un acord en la dominant, que estableix la recapitulació. La recapitulació és molt similar a la de l'exposició, però amb alguns canvis tot mantenint-se en la tonalitat de la tònica.

### II. Adagio con molto espressione
| Piano Sonata No. 11 in B-flat major, Op. 22, 2nd Movement (Part 1), Adagio con molto espressione     |
| |
| Interpretació de Artur Schnabel (1933). Dura 3'40                                                    |
| |
| Piano Sonata No. 11 in B-flat major, Op. 22, 2nd Movement (Conclusion), Adagio con molto espressione |
| |
| Interpretació d'Artur Schnabel (1933). Dura 5'16.                                                    |
| |

El segon moviment és en mi bemoll major, i també està en forma sonata. La melodia d'obertura s'ha comparat amb la música posterior de Chopin. L'exposició comença en la tonalitat de mi bemoll major i acaba en la de la dominant, si bemoll major. El desenvolupament juga amb el primer tema de l'exposició, amb una evolució progressiva de la intensitat fins que les dues mans toquen semicorxeres. La mà dreta fa una segona veu per sobre de les semicorxeres i, una mica més tard, la mà esquerra toca una línia de baix que consisteix simplement en notes si bemoll. La mà esquerra es deté i la mà dreta flueix cap a la recapitulació ja sempre en la tonalitat de la tònica.

### III. Menuetto
| Piano Sonata No. 11 in B-flat major, Op. 22, 3rd Movement, Menuetto |
|                                                                     |
| Interpretació de Artur Schnabel (1933). Dura 3'16.                  |
|                                                                     |

El tercer moviment és en forma de minuet i trio, però el trio és en Minore i contrasta molt. Els primers 30 compassos són en si bemoll major, i el trio (Minore) és en sol menor (la tonalitat menor relativa de si bemoll major). El final està marcat Menuetto D.C. senza replica (da capo sense repetir), és a dir, repetir el Menuetto però sense repeticions. Aquest és el moviment més curt.

### IV. Rondo: Allegretto
| Piano Sonata No. 11 in B-flat major, Op. 22, 4th Movement, Rondo - Allegretto |
|                                                                               |
| Interpretació de Artur Schnabel (1933). Dura 5'14                             |
|                                                                               |

El quart moviment és en una forma de rondó: ABACABA-Coda. El primer tema "A" comença en la tonalitat de la tònica, i els "B", les transicions temàtiques, en la tonalitat de la dominant, amb uns magnífics arpegis a la mà dreta. Després dels arpegis, les dues mans toquen la melodia del tema "A" abans de tornar a la tonalitat de la tònica en el segon tema "A" (molt similar al primer tema "A"). Tot d'una, apareix el tema de "C", en si bemoll menor (encara que no està indicat a l'armadura). Els acords, en forte, en un marcat contrast amb la resta del rondó, tenen certa semblança amb els primers acords del tema "B". La mà dreta després toca fuses mentre que la mà esquerra fa semicorxeres en staccato. Així s'arriba al clímax del moviment, en un diàleg de "pregunta i resposta" sobre l'inici del tema "C". El tema "A" apareix un parell de vegades, difuminat, abans de tornar a la tonalitat de la tònica en una tercera secció del tema "A"; ara, però, la melodia està a la mà esquerra. La següent secció (segona secció "B") és molt similar a la primera secció "B", llevat que es manté en la tonalitat de la tònica fins al final. Arriba una falsa secció "A" en la tonalitat de la subdominant abans de desenvolupar el tram final del tema "A", on la melodia es compon de tresets de semicorxeres. El moviment, amb la coda final, conclou amb dos grans acords (sèptima dominant i tònica).